# Cadillac (Weinbaugebiet)

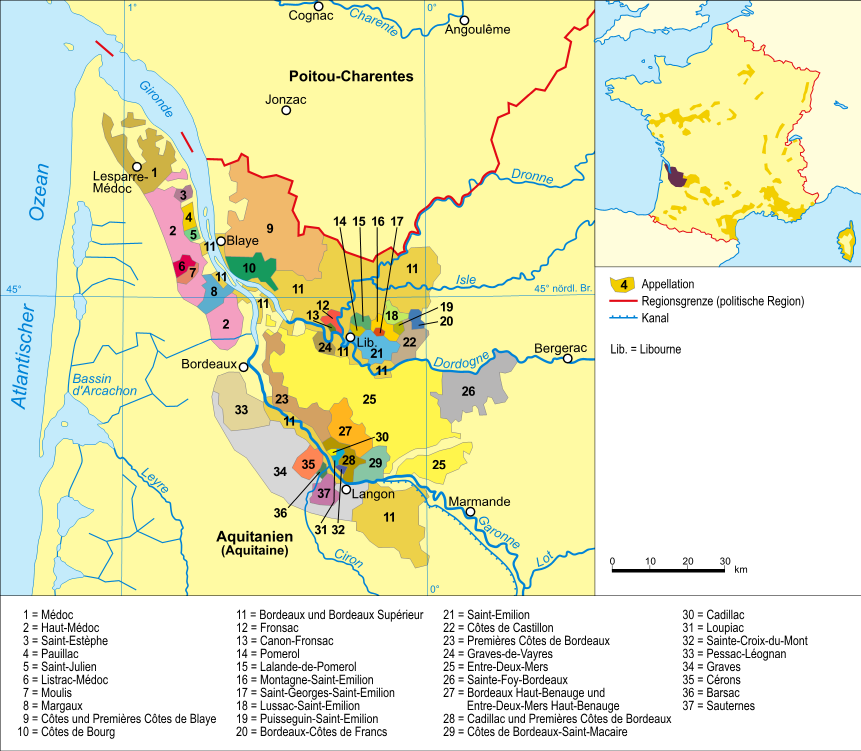
Das Weinbaugebiet Bordeaux

Das Weinbaugebiet Cadillac liegt im Süden der großen Weinbauregion Entre-Deux-Mers, einem Teil des Bordeaux, und erzeugt ausschließlich edelsüße Weißweine. Die Appellation umfasst ca. 218 Hektar und liegt auf dem Gebiet der Gemeinden Baurech, Béguey, Cadillac (dies ist die namensgebende Gemeinde), Capian, Cardan, Donzac, Gabarnac, Haux, Langoiran, Laroque, Lestiac-sur-Garonne, Le Tourne, Monprimblanc, Omet, Paillet, Rions, Saint-Germain-de-Grave, Saint-Maixant, Semens, Tabanac, Verdelais und Villenave-de-Rions. Die Fläche mit lehmigem Kalksteinboden ist von der großen Appellation Premières Côtes de Bordeaux umschlossen und liegt am orographisch rechten Ufer der Garonne. Cadillac liegt den bekannten Anbaugebieten Sauternes und Barsac gegenüber. Seit dem 10. August 1973 genießt das Gebiet den Status einer Appellation d’Origine Contrôlée (AOC).
Die Bestimmungen der Appellation gelten ausschließlich für edelsüße Weißweine (siehe Botrytis cinerea) aus den Rebsorten Sémillon (durchschnittlicher Anteil ca. 88 %), Sauvignon Blanc (ca. 10 %) und Muscadelle. Die Vorschrift verlangt, dass der Most mindestens 221 g Zucker pro Liter enthält (siehe auch den Artikel Mostgewicht). Nach der Gärung muss der Mindestalkoholgehalt im Wein 12,5 Volumenprozent betragen. Die Erntebeschränkung liegt bei 40 Hektoliter/Hektar. Aus den rund 218 Hektar Rebfläche werden im Mittel etwa 6500 Hektoliter Wein gewonnen.
Die Weine gelten neben denen von Sainte-Croix-du-Mont und Loupiac als die besten Süßweine des Bereiches Entre-Deux-Mers. Qualitativ reichen sie nicht an die Weine des Sauternes heran, sind jedoch eine kostengünstige Alternative.
Die Weine können rund 7 bis 15 Jahre gelagert werden und sollten bei einer Trinktemperatur von 6 bis 8 °C genossen werden.